# Sebastian Franciszek Charczewski
Sebastian Franciszek (Franciszek Sebastian) Charczewski herbu Cholewa – kasztelan słoński w latach 1722-1735, podstoli sanocki w latach 1696-1722, starosta cieszkowski, rotmistrz wojska powiatowego ziemi przemyskiej w 1703 roku.
Był członkiem konfederacji sandomierskiej 1704 roku. 
Konsyliarz województwa sandomierskiego w konfederacji tarnogrodzkiej 1715 roku. Był członkiem konfederacji województwa ruskiego, zawiązanej 10 grudnia 1733 roku w obronie wolnej elekcji Stanisława Leszczyńskiego. W 1733 roku podpisał elekcję Stanisława Leszczyńskiego.
Pochowany 4 czerwca 1736 roku w kościele Franciszkanów Reformatów w Przemyślu.